# Erwin Leder
Erwin Alois Robert Leder (Sankt Pölten, Oostenrijk, 30 juli 1951) is een Oostenrijks acteur en regisseur. Zijn bekendste rol is die van machinist Johann ("het spook") in Das Boot, een speelfilm uit 1981 geregisseerd door Wolfgang Petersen. Leder speelt ook in diverse Amerikaanse producties mee, zoals The Three Musketeers en Schindler's List. In 2003 speelt hij een belangrijke rol in de cultfilm  Underworld. Erwin Leder woont in Wenen.

## Filmografie (selectie)
- Catharsis (2011)
- Der Atem des Himmels (2010)
- L'amour toujours (2008)
- Taxidermia (2006)
- Chien Fuck (2006)
- Underworld
- Vom Luxus der Liebe (1998)
- The Three Musketeers
- Schindler's List (1993)
- Angst (1983)
- Das Boot (1981)